# Rostratula
Rostratula són un gènere d'ocells de la família dels rostratúlids (Rostratulidae). Aquests becadells pintats habiten zones tropicals d'Àfrica, Àsia i Austràlia.

## Taxonomia
Segons la classificació del Congrés Ornitològic Internacional (versió 2.5, 2010), aquest gènere està format per dues espècies:
- Becadell pintat australià (Rostratula australis).[3]
- Becadell pintat afroasiàtic (Rostratula benghalensis).[4]